# Wizz Air Ukraine
Wizz Air Ukraine war eine ukrainische Billigfluggesellschaft mit Sitz in Kiew.

## Geschichte
Wizz Air Ukraine wurde am 11. Juli 2008 als Tochtergesellschaft von Wizz Air gegründet.
Im Oktober 2013 wurde auch eine Basis auf dem Flughafen Donezk eröffnet. Hier wurde 1 Flugzeug stationiert um sechs Routen zu bedienen. Diese Basis wurde im April 2014 wegen des russischen Kriegs in der Ukraine wieder geschlossen.
Am 26. März 2015 wurde bekannt, dass Wizz Air Ukraine den Betrieb am 20. April 2015 einstellen werde. Die Flugzeuge wurden von der Muttergesellschaft Wizz Air übernommen.

## Flugziele
Ab Kiew und Lwiw wurden Ziele in Deutschland, Georgien, Italien, Polen, Russland, Spanien und Zypern angeflogen.

## Flotte
Die Flotte der Wizz Air Ukraine bestand mit Stand April 2015 aus zwei Flugzeugen:
| Flugzeugtyp     | Anzahl | bestellt | Anmerkungen | Sitzplätze |
| --------------- | ------ | -------- | ----------- | ---------- |
| Airbus A320-200 | 2      |          |             | 180        |
| Gesamt          | 2      | -        |             |            |